# داخرجین
البته داخرجین معنی یکسانی ندارد .اما داخرجین معنای دوزخ است .
داخرجین، روستایی از توابع بخش آبگرم شهرستان آوج در استان قزوین ایران است.

## جمعیت
این روستا در دهستان آبگرم قرار دارد و براساس سرشماری مرکز آمار ایران در سال ۱۳۸۵، جمعیت آن ۵۶۲ نفر (۱۳۵خانوار) بوده‌است.
همچنین در داخرجین مکانی وجود دارد به نام قیزلرقالاسی که مردم میگویند که درآنجاطلا وجوددارد